# Andronik V Paleolog
Andronik V Paleolog (ur. 1400, zm. 24 września 1407) – syn Jana VII Paleologa i Ireny Gattilusio z rodu możnych genueńskich, współcesarz bizantyński wraz ze swoim ojcem Janem VII, w zastępstwie za Manuela II Paleologa, który w tym czasie przebywał poza granicami Cesarstwa.
Zmarł w dzieciństwie, mając 7 lat.